# Каенг
Каенг, тайське карі (тай. แกง) — група страв тайської кухні, що робиться на основі приправи карі. Відрізняється від індійського карі інгредієнтами.

## Історія
Вперше згадується в словнику 1873 року як водяниста страва з пастою з креветок, чилі, часником, яку їдять з рисом. У цьому визначенні не згадується кокосове молоко, що широко використовується у каензі. Слово карі (กะหรี่) також є в тайській мові, але застосовується до страв з іншим набором спецій, такі як phong kari, kung phat phong kari.
Каенг зазвичай водянистий (від консистенції бульйону до рагу). Зараз карі подають з рисом, липким рисом чи навіть локшиною. Кхао каенг (рис і карі) та кхао рат каенг — типові страви вуличної їжі в Таїланді.

## Приготування
Слово карі походить від суміші індійських спецій (коріандр, куркума, кмин, гуньба і порошок перців чилі), яку активно продавали британські торговці. Страви з використанням цієї суміші належать до індійської кухні. Тайські спеції для каенгу відрізняються.
Важливою складовою страви є паста для каенгу. У Таїланді туди найчастіше входять паста з креветок, чилі, цибуля чи шалот, часник, лемонграсс, калган, корінь коріандру. Можуть додаватися куркума, перець, насіння коріандру, кардамон, корінь Boesenbergia rotunda та кмин.
Усі інгредієнти ретельно перемелюють чи товчуть в ступі. Інколи спеції просмажують в олії перед тим як додати до страви. В продажу наявні також готові суміші спецій для тайського карі.
Каенг роблять з м'яса, риби, креветок та інших морепродуктів. Використовують овочі та зелень: листя Acacia pennata та Ficus virens, квіти Sesbania grandiflora та банана, паростки бамбука, тайський баклажан, стручки довгих бобів, гарбузи та кабачки, тайський базилік, листя кафрського лайма. Замість солі використовують рибний соус.

## Варіанти каенгу
- Каенг карі (Kaeng kari, дослівно «карі карі») — відоме під європеїзованою назвою «жовтий карі».
- Каенг кхіао ван (Kaeng khiao wan, дослівно «зелений солодкий карі») — відоме під європеїзованою назвою «зелений карі».
- Каенг па (Kaeng pa, дослівно «лісовий карі») — без кокосового молока, розповсюджене на Півночі Таїланду.
- Каенг пхет (Kaeng phet, дослівно «пекуче карі») — відоме під європеїзованою назвою «червоне карі».
- Массаман карі — страва, яку готували при королівському дворі Сіаму, потрапила на перше місце у списку найкращих страв світу[1].

## Галерея

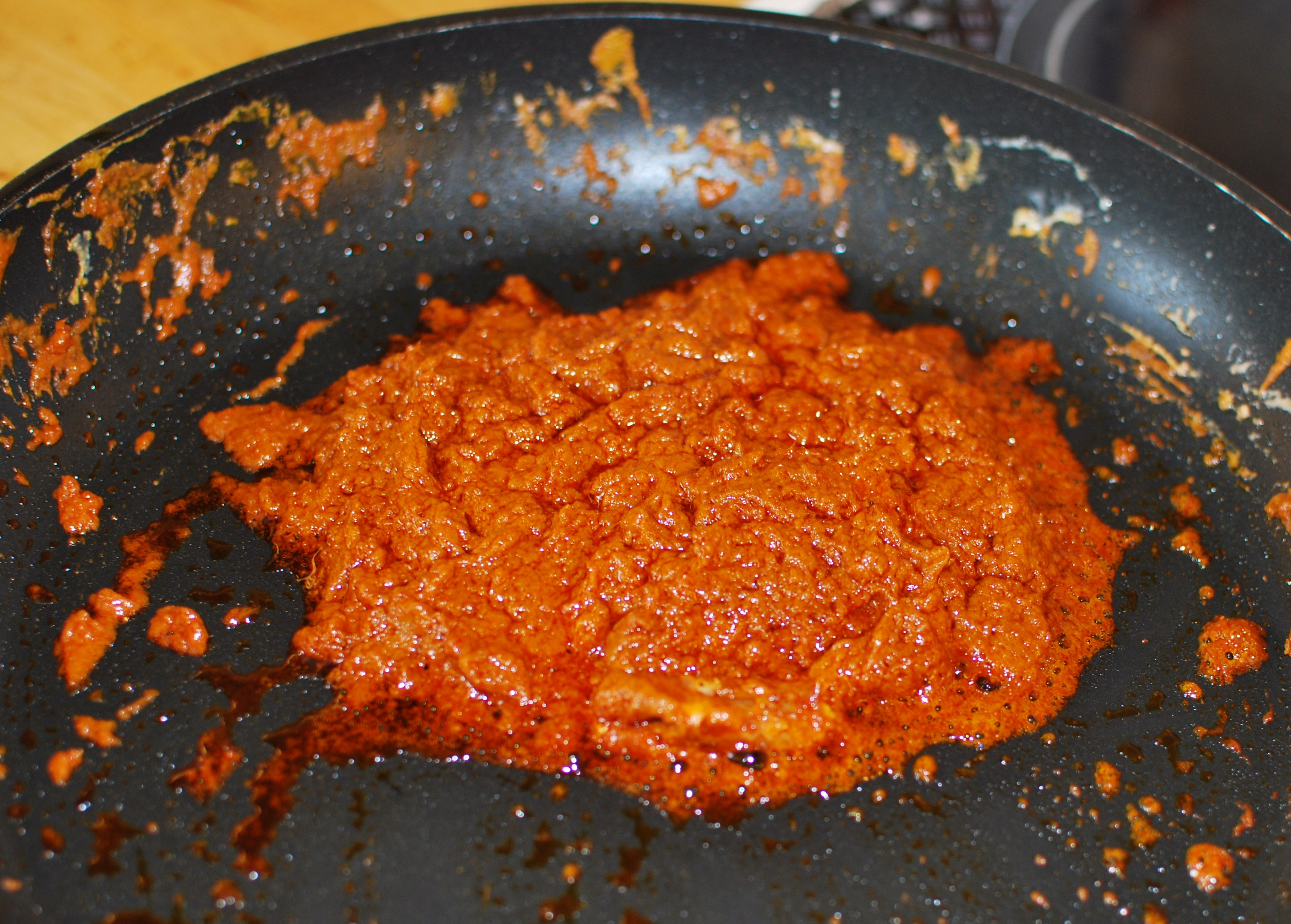
Паста карі смажиться з кокосовим молоком
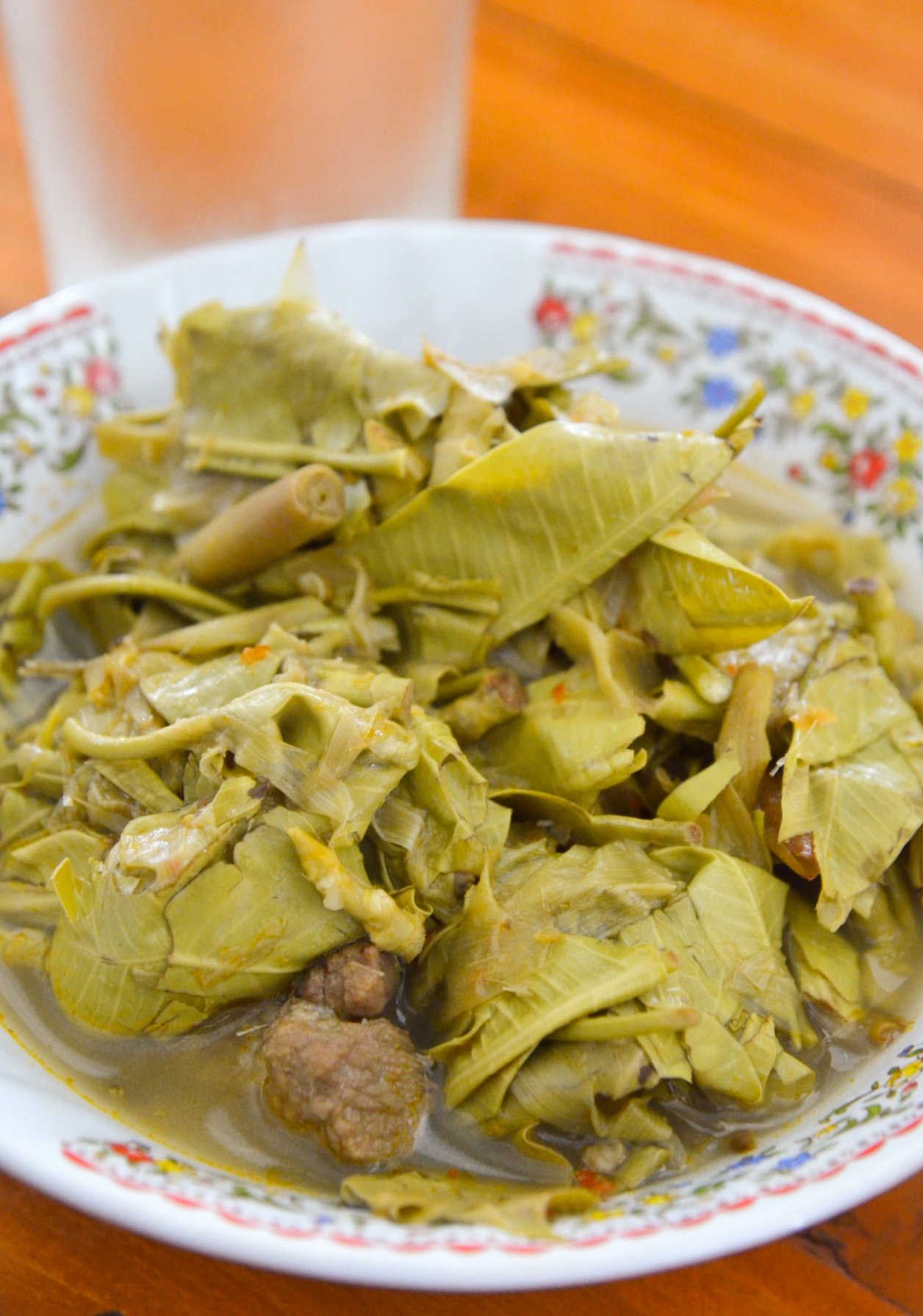
Карі з листя фікуса
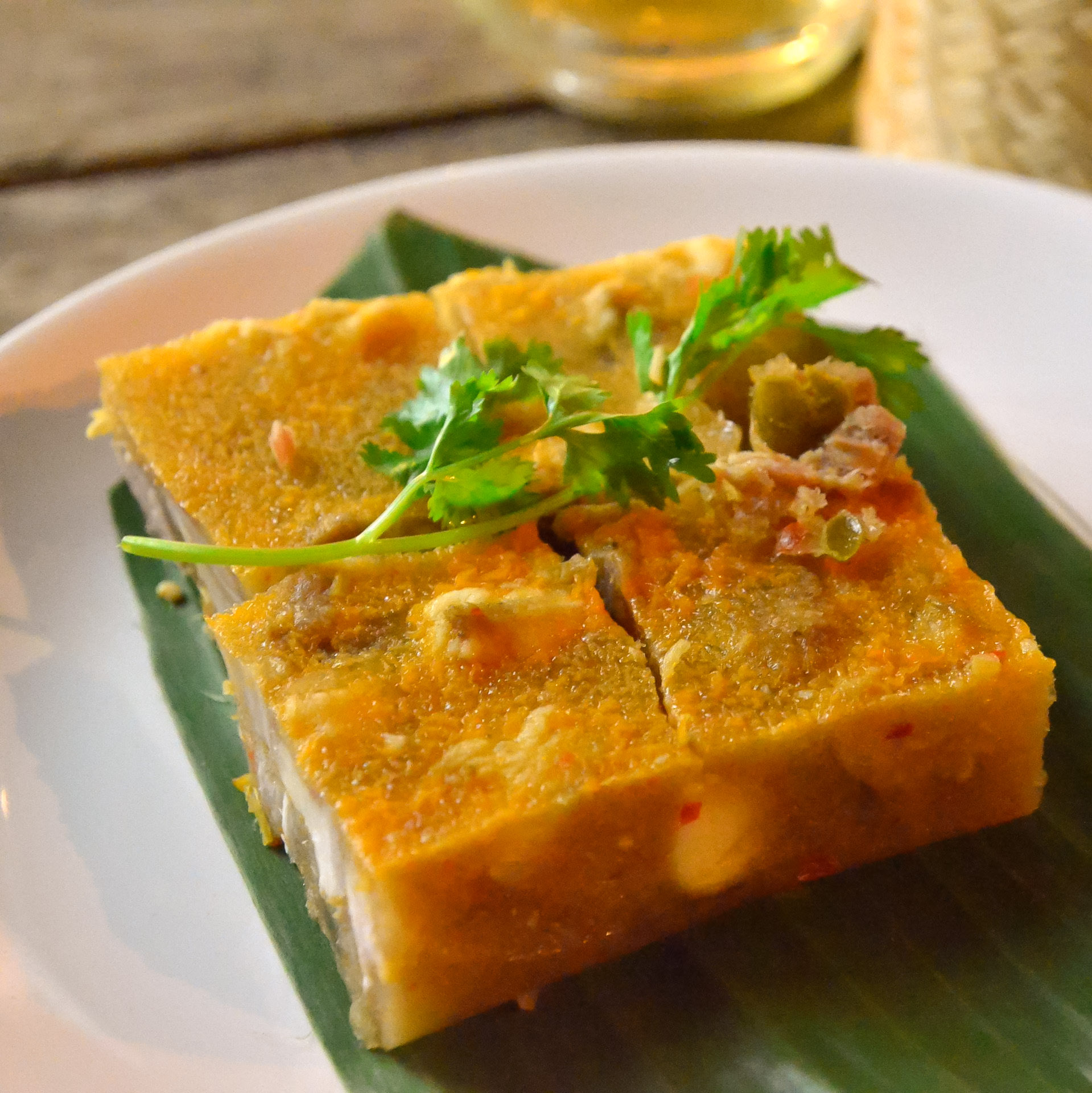
Каенг краданг, карі зі свининою
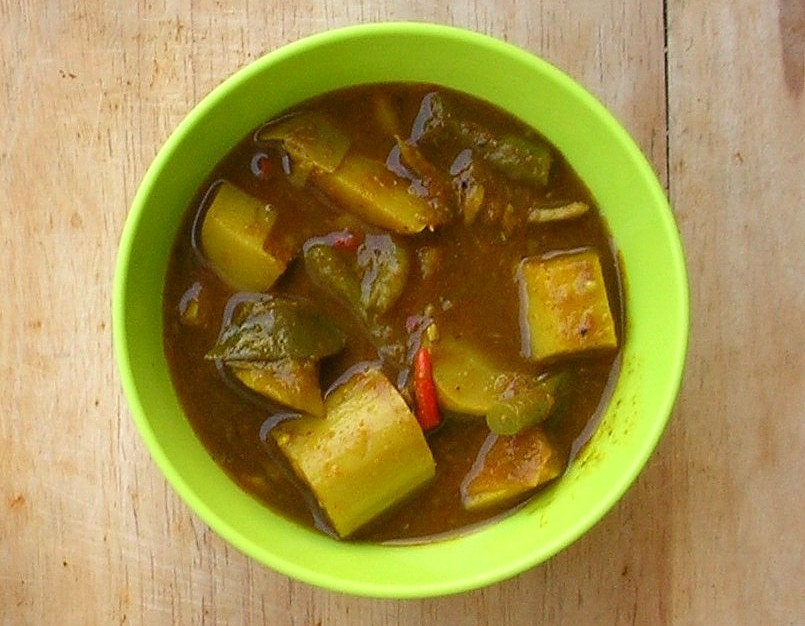
Каенг тай пла, карі з ферментованими рибними нутрощами
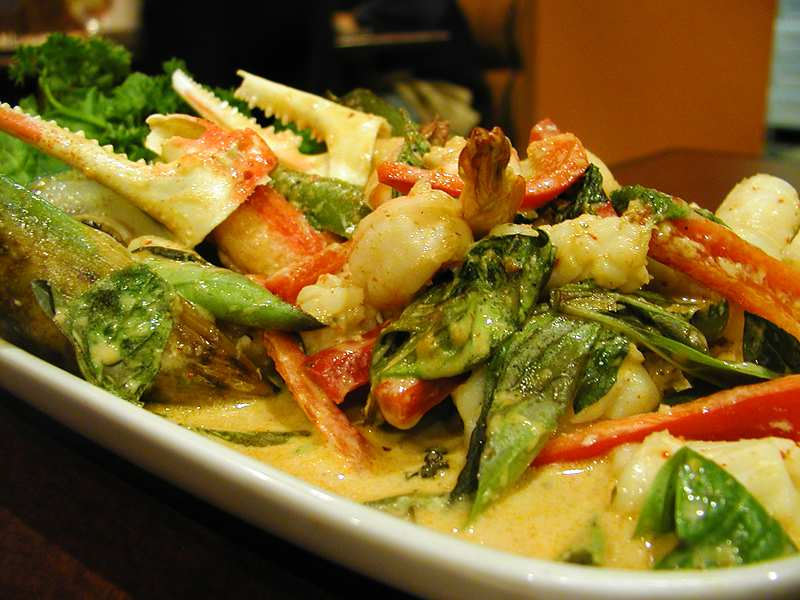
Карі з морепродуктами, приготовлене в США